# Уралмаш (станция метро)
«Уралма́ш» — станция Екатеринбургского метрополитена, расположена на 1-й линии между станциями «Проспект Космонавтов» и «Машиностроителей».
Станция открыта 27 апреля 1991 года в составе первого пускового участка Свердловского метрополитена «Проспект Космонавтов» — Машиностроителей. Название получила от расположенного рядом завода «Уралмаш».
Станция расположена на пересечении улиц Баумана/Машиностроителей и проспекта Космонавтов.

## История строительства
- Январь 1981 года — в районе станции началось перемещение инженерных и транспортных сетей[1].
- Февраль 1983 года — трест Строймеханизация № 2 начал разработку котлована под станцию, длиной свыше 300 метров, шириной — около 20[1].
- Сентябрь 1984 года — в левом перегонном тоннеле, связывающем соседние станции «Проспект Космонавтов» и «Уралмаш», собран горнопроходческий щит КМ-34, к концу декабря пройдены первые 50 метров[1].
- Апрель 1985 года — в котловане станции «Уралмаш» состоялась первая сбойка перегонных тоннелей метро (перегон к станции «Машиностроителей»)[1].
- Апрель 1986 года — в канун 116-й годовщины со дня рождения В. И. Ленина — сбойка второго тоннеля на перегоне до станции «Машиностроителей»[1].
- Октябрь 1986 года — закончился монтаж конструкций вестибюля № 2[1].
- 10 июня 1987 года — начато сооружение 18-метрового монолитного свода станции[1].
- 23 февраля 1987 года — сбойка в левом тоннеле на перегоне до станции «Проспект Космонавтов»[1].
- Февраль 1988 года — в перегонном тоннеле к станции «Машиностроителей» уложены первые кубометры бетона на устройстве постоянного железнодорожного пути[1].
- Март 1988 года — начались отделочные работы с использованием мрамора Нижнетагильского месторождения[1].
- Август 1988 года — закончена укладка путевого бетона в правом перегонном тоннеле между станциями «Уралмаш» и «Машиностроителей», на участке началось движение мотовоза по широкой колее[1].
- Сентябрь 1988 года — на станции «Уралмаш» завершено бетонирование свода платформенного участка[1].
- Октябрь 1988 года — начат монтаж СТП на станции[1].
- Июнь 1989 года — начаты работы по монтажу эскалаторов в вестибюле № 1 станции[1].
- Июль 1989 года — сбойка в правом тоннеле на перегоне до станции «Проспект Космонавтов»[1].
- 25 апреля 1991 года — Государственной комиссией принята в эксплуатацию[2].
- 26 апреля 1991 года — первый рейс — для метростроителей[2].
- 27 апреля 1991 года — открыто пассажирское движение.
- Январь 1997 года — открыт новый наземный вестибюль в жилом доме № 1 по улице Баумана.
- 19 октября 2001 года — открыт 4-й подземный переход под улицей Машиностроителей и новый наземный вестибюль с южной стороны улицы.

## Вестибюли и пересадки
Станция имеет два подземных вестибюля. Южный вестибюль находится на северо-западном углу перекрёстка проспекта Космонавтов и улицы Машиностроителей, но, кроме того, связан протяжённым подземным переходом с юго-западным углом того же перекрёстка и с восточной стороной проспекта Космонавтов. В 2001 году этот перекрёсток был значительно реконструирован, теперь трамвайные и троллейбусные остановки перенесены прямо к павильонам метро. Восточный выход подземного перехода встроен в жилой дом, что является единственным подобным случаем в городе. В наклонном тоннеле южного вестибюля имеются короткие эскалаторы для подъёма (2 ленты с двумя светильниками на балюстраде между ними) и обычная лестница для спуска. Северный вестибюль расположен рядом с жилыми домами на проспекте Космонавтов, недалеко от дворца культуры им. Лаврова. В этом вестибюле, в отличие от южного, эскалаторов нет: имеется только лестница.

## Техническая характеристика
- Конструкция станции — односводчатая мелкого заложения.
- Глубина заложения — 6—8 метров.

## Оформление
Монолитный свод станции прорезан параллельными рёбрами по диагональным направляющим. По замыслу авторов, это должно напоминать резьбу винта, форму гигантских машин и придавать станции индустриальный колорит. Цветовая гамма интерьера здесь спокойная, сдержанная, без особой сочности и разнообразия природного камня. Боковые стены выполнены из серого и серо-белого нижне-тагильского мрамора, пол на платформе выложен гранитными плитами. В оформлении использовалось чугунное литьё: узорные металлические пластины, мелкие детали и оригинальная фурнитура. Барельефы на торцевых стенах, посвящённые труженикам Уралмаша, создал скульптор Владимир Егорович Егоров, буквы в слове «Уралмаш» вычертил Вячеслав Бутусов.

## Наземный общественный транспорт
Станция имеет выходы к четырём остановкам всех видов наземного транспорта: автобусов, троллейбусов, трамваев и маршрутных такси.
Таблица: маршруты общественного транспорта (данные на май 2020 года)
| Автобус | Автобус                                               | Автобус          | Автобус                         |
| №       | Следует к станциям метро                              | Конечный пункт 1 | Конечный пункт 2                |
| ------- | ----------------------------------------------------- | ---------------- | ------------------------------- |
| 56      | «Проспект Космонавтов», «Уралмаш»                     | УЗТМ             | Дом культуры                    |
| 59      | «Проспект Космонавтов», «Уралмаш»                     | УЗТМ             | Окружное кладбище               |
| 103     | «Проспект Космонавтов», «Уралмаш», «Машиностроителей» | Педуниверситет   | Кедровое                        |
| 104е    | «Проспект Космонавтов», «Уралмаш»                     | УЗТМ             | Красный-2                       |
| 108     | «Проспект Космонавтов», «Уралмаш», «Машиностроителей» | Педуниверситет   | Верхняя Пышма                   |
| 111     | «Проспект Космонавтов», «Уралмаш», «Машиностроителей» | Педуниверситет   | Среднеуральск                   |
| 134     | «Проспект Космонавтов», «Уралмаш», «Машиностроителей» | Педуниверситет   | Ольховка                        |
| 142     | «Проспект Космонавтов», «Уралмаш»                     | УЗТМ             | Зелёный Бор                     |
| 159     | «Проспект Космонавтов», «Уралмаш»                     | УЗТМ             | Ж/Д станция «Красногвардейский» |
| 161     | «Проспект Космонавтов», «Уралмаш», «Машиностроителей» | Педуниверситет   | Санаторный                      |
| 223     | «Проспект Космонавтов», «Уралмаш», «Машиностроителей» | Педуниверситет   | Монастырь «Ганина Яма»          |

| Трамваи       | Трамваи                                                                                         | Трамваи                | Трамваи                            |
| №             | Следует к станциям метро                                                                        | Конечный пункт 1       | Конечный пункт 2                   |
| ------------- | ----------------------------------------------------------------------------------------------- | ---------------------- | ---------------------------------- |
| 5             | «Уралмаш», «Машиностроителей» (остановка «Педуниверситет»), «Уральская» (остановка «ЖД Вокзал») | УЗТМ                   | 40 лет ВЛКСМ                       |
| 5А (спецрейс) | «Уралмаш», «Машиностроителей» (остановка «Педуниверситет»)                                      | УЗТМ                   | Шарташ                             |
| 8             | «Уралмаш», «Машиностроителей» (остановка «Педуниверситет»),                                     | улица Машиностроителей | улица 40 лет ВЛКСМ                 |
| 17            | «Уралмаш», «Машиностроителей» (остановка «Педуниверситет»),                                     | улица Машиностроителей | Эльмаш                             |
| 22            | «Уралмаш» (остановка «улица Кузнецова»), «Машиностроителей»                                     | улица Машиностроителей | улица Машиностроителей (кольцевой) |
| 24            | «Уралмаш» (остановка «улица Кузнецова»)                                                         | УЗТМ                   | микрорайон 7 ключей                |

| Троллейбусы | Троллейбусы | Троллейбусы            | Троллейбусы                                        |
| №           | Следует к станциям метро | Конечный пункт 1       | Конечный пункт 2                                   |
| ----------- | --- | ---------------------- | -------------------------------------------------- |
| 3           | «Проспект Космонавтов», «Уралмаш», «Машиностроителей» (остановка «Педуниверситет»), «Уральская» (остановка «ЖД Вокзал»), «Площадь 1905 года» (остановки «Площадь Малышева» и «Рубин») | улица Коммунистическая | улица Крауля                                       |
| 5           | «Проспект Космонавтов», «Уралмаш», «Машиностроителей» (остановка «Педуниверситет»), «Уральская» (остановка «ЖД Вокзал»)                                                               | улица Коммунистическая | Центральный Парк Культуры и Отдыха им. Маяковского |
| 32          | «Проспект Космонавтов», «Уралмаш», «Машиностроителей» (остановка «Педуниверситет») | улица Коммунистическая | Академическая                                      |
| 29          | «Уралмаш», «Машиностроителей» (остановка «Педуниверситет»), «Уральская» (остановка «ЖД Вокзал»)                                                                                       | улица Коммунистическая | Калининская                                        |